# Régis Hautière
Régis Hautière est un scénariste de bande dessinée français né le 6 juillet 1969 à Fougères (Ille-et-Vilaine). Il est surtout connu comme le scénariste de la série La Guerre des Lulus.

## Biographie
Il a fait ses études à Saint-Malo, Rennes et Lille en philosophie et en histoire. En 1995, il s'installe à Amiens où il devient membre des AJT, une association informelle qui réunit des auteurs amateurs de bandes dessinées. C'est au sein de cette association qu'il rencontre quelques-uns des dessinateurs avec lesquels il publie ses premiers albums (Hardoc, Fraco, David François, Damien Cuvillier...). Il travaille en parallèle pour une structure associative. En 2005, il démissionne pour se consacrer exclusivement à l'écriture de scénarios pour la bande dessinée.
Ses publications le Dernier Envol et Au-delà des nuages avec Romain Hugault (avec qui il a lancé la collection Cockpit), De Briques et de sang, une bande dessinée policière dont l'histoire se déroule en 1914 au Familistère de Guise et qui a fait partie des « essentiels » du festival d’Angoulême 2011[réf. nécessaire], Accords sensibles (avec Antonio Lapone), Abélard (avec Renaud Dillies), La Guerre des Lulus (avec Hardoc) et Perico (avec Philippe Berthet). Au total, environ soixante albums sont parus. En 2011, il reprend le scénario de la série Aquablue, créée par Olivier Vatine et Thierry Cailleteau.
Avec Renaud Dillies au dessin, il scénarise la BD Mister Plumb, et les séries Abélard et Alvin. En 2021, ils entament une nouvelle série  Le clan de la rivière sauvage, au premier opus L’œil du serpent. Pour la revue Télérama, « D’une ligne délicieusement grattée – sublimée par les lumineuses couleurs de Christophe Bouchard –, Renaud Dillies donne vie au monde drôle, tendre et palpitant imaginé par Régis Hautière, et il suffit de quelques pages pour se laisser envoûter par l’intrigue et l’ambiance de cette fausse histoire de pirates, mais véritable hommage à la puissance des bonnes histoires ». Selon La Revue des livres pour enfants, du Centre National de Littérature pour la Jeunesse (CNLJ) « le duo Hautière - Dillies nous offre une nouvelle série où l'on retrouve toute la délicatesse et les petits héros animaliers dont ils ont le secret. »
En 2016 sort le premier tome d'une nouvelle série BD, Les Spectaculaires, avec Arnaud Poitevin au scénario. Le sixième tome paraît en 2023. 
En 2024 est publié un préquel de la série Les Spectaculaires intitulée Les Pestaculaires avec le tome 1 L'Âge tendre. Pour Télérama : « Régis Hautière et Arnaud Poitevin donnent ici un préquel à leur série Les Spectaculaires, qui met en scène une troupe d’artistes de cirque justiciers. On découvre donc ici comment ces futurs héros se sont rencontrés [...] Par un scénario simple mais d’une redoutable efficacité, et un dessin vif et caricatural juste ce qu’il faut, Les Pestaculaires s’affirment en quelques pages comme une comédie enfantine pétillante, dans le beau décor d’un Paris historique ».

## Publications
Bandes dessinées (albums)
- 2004 : Le Loup l'Agneau et les Chiens de Guerre - t. 1, Régis Hautière (scénario), Hardoc (dessin, couleur), Paquet, 56 p. (ISBN 2-940334-38-2)
- 2005
  - Le Dernier Envol [5], Régis Hautière (scénario), Romain Hugault (dessin, couleur), Paquet, 48 p.  (ISBN 978-2-888-90019-1)
  - Dog Fights - t. 1 : Crash TV, Régis Hautière (scénario), Fraco (dessin, couleur), Paquet, 48 p.  (ISBN 978-2-940-33465-0)
- 2006
  - L'étrange affaire des corps sans vie[6], Régis Hautière (scénario), David François (dessin, couleur), Paquet, 160 p.  (ISBN 978-2-888-90065-8)
  - Au-delà des nuages - t. 1 : Duels, Régis Hautière (scénario), Romain Hugault (dessin, couleur), Paquet, 48 p.  (ISBN 978-2-888-90112-9)
  - Le Loup l'Agneau et les Chiens de Guerre - t.  2, Régis Hautière (scénario), Hardoc (dessin, couleur), Paquet, 56 p. (ISBN 2-88890-075-0)
- 2007
  - Au-delà des nuages - t. 2 : Combats, Régis Hautière (scénario), Romain Hugault (dessin, couleur), Paquet, 48 p.  (ISBN 978-2-888-90244-7)
  - Dog Fights - t. 2 : Ceux qui vont mourir..., Régis Hautière (scénario), Fraco (dessin, couleur), Paquet, 48 p.  (ISBN 978-2-888-90134-1)
- 2009
  - Dofus Monster, Tome 5 : Nomekop le crapoteur, Régis Hautière (scénario), Ottami (dessin), Ankama, 120 p.  (ISBN 978-2-359-10021-1)
  - Trois empires -  t. 1 : La route de Tsiang Hé, Régis Hautière (scénario), Jean-François Bruckner (dessin, couleur), Soleil, 48 p.  (ISBN 978-2-302-00440-5)
  - Jeux de guerre, ébauche de La Guerre des Lulus, paru dans Cicatrice(s) de guerre, Éditions de la Gouttière.
- 2010
  - Le Marin, l'Actrice et la Croisière jaune - t. 1 : Un nouveau départ, Régis Hautière (scénario), Arnaud Poitevin (dessin), Christophe Bouchard (couleur), Quadrants, 48 p.  (ISBN 978-2-302-00979-0)
  - Vents contraires - t. 1 : Moissons rouges, Régis Hautière (scénario), Ullcer (dessin, couleur), Delcourt, 48 p.  (ISBN 978-2-756-01114-1)
  - Ghetto Poursuite, Régis Hautière (scénario), Rim'K (scénario), Walter Taborda (dessin), Norédine Allam (couleur), Dargaud, 96 p.  (ISBN 978-2-2050-6076-8)
  - La Guerre secrète de l'espace - 1957 - Spoutnik[7],[8],[9], Régis Hautière (scénario), Damien Cuvillier (dessin, couleur), Delcourt, 62 p.  (ISBN 978-2-7560-1806-5)
  - De Briques et de sang, Régis Hautière (scénario), David François (dessin, couleur), Casterman, 148 p.  (ISBN 978-2-2030-0854-0)
- 2011
  - Accords sensibles, Régis Hautière (scénario), Antonio Lapone (dessin), Cristina Stella (couleur), Glénat, 136 p.  (ISBN 978-2-72347-360-6)
  - Pour tout l'or du monde - t. 1 : Impostures, Régis Hautière (scénario), Alain Grand (dessin) et David François (couleur), Quadrants, 48 p.  (ISBN 978-2-30201-511-1)
  - Yerzhan - t. 1 : Fugitifs, Régis Hautière (scénario), Efa (dessin et couleur), Delcourt, 48 p.  (ISBN 978-2-75602-252-9)
  - Abélard - t. 1 : La danse des petits papiers, Régis Hautière (scénario), Renaud Dillies (dessin) et Christophe Bouchard (couleur), Dargaud, 64 p.  (ISBN 978-2-50501-035-7)
  - Abélard - t. 2 : Une brève histoire de poussière et de cendre, Régis Hautière (scénario), Renaud Dillies (dessin) et Christophe Bouchard (couleur), Dargaud, 64 p.  (ISBN 978-2-50501-139-2)
  - Le Marin, l'Actrice et la Croisière jaune - t. 2 : Chemins de pierre, Régis Hautière (scénario), Arnaud Poitevin (dessin), Christophe Bouchard (couleur), Quadrants, 48 p.  (ISBN 978-2-30201-628-6)
  - Vents contraires - t. 2 : Moissons rouges, Régis Hautière (scénario), Ullcer (dessin), Jérôme Brizard (couleur), Delcourt, 48 p.  (ISBN 978-2-75602-417-2)
  - Aquablue - t. 12 : Retour aux sources, Régis Hautière (scénario), Reno (dessin, couleur), Delcourt, 48 p.  (ISBN 978-2-75601-263-6)
  - F.A.F.L Forces Aériennes Françaises Libres - t. 2 : El condor pasa, Régis Hautière et JG Wallace (scénario), Stéphan Agosto (dessin), Zéphyr Éditions
- 2012
  - La Guerre secrète de l'espace - 1961 - Gagarine, Régis Hautière (scénario), Damien Cuvillier (dessin, couleur), Delcourt, 54 p.  (ISBN 978-2-75602-550-6)
  - Yerzhan - t. 2 : Laïka, Régis Hautière (scénario), Efa (dessin et couleur), Delcourt, 48 p.
  - Aquablue - t. 13 : Septentrion, Régis Hautière (scénario), Reno (dessin, couleur), Delcourt, 48 p.  (ISBN 978-2-75603-104-0)
- 2013
  - La Guerre des Lulus - t. 1 : 1914 : La maison des enfants trouvés, Régis Hautière (scénario), Hardoc (dessin, couleur), Casterman, 56 p.  (ISBN 978-2-20303-442-6)
  - Dog Fights - t. 3 : Hallali, Régis Hautière (scénario), Fraco (dessin, couleur), Paquet, 48 p.  (ISBN 978-288890-353-6)
  - Le Marin, l'Actrice et la Croisière jaune - t. 3 : Mauvaises rencontres, Régis Hautière (scénario), Arnaud Poitevin (dessin), Quadrants, 48 p.  (ISBN 978-2-30202-758-9)
  - Femmes en résistance - t. 1 : Amy Johnson, Régis Hautière (scénario), Francis Laboutique (scénario), Pierre Wachs (dessin), Casterman, 62 p.  (ISBN 978-2-20305-339-7)
  - Aquablue - t. 14 : Standard-Island, Régis Hautière (scénario), Reno (dessin, couleur), Delcourt, 48 p.  (ISBN 978-2-75603-270-2)
- 2014
  - La Guerre des Lulus - t. 2 : 1915 : Hans, Régis Hautière (scénario), Hardoc (dessin, couleur), David François (couleur), Casterman, 56 p.  (ISBN 978-2-20306-397-6)
  - Perico - t. 1, Régis Hautière (scénario), Philippe Berthet (dessin, couleur), Dargaud, 64 p.  (ISBN 9782505019268)
  - Perico - t. 2, Régis Hautière (scénario), Philippe Berthet (dessin, couleur), Dargaud, 64 p.  (ISBN 9782505019961)
  - Femmes en résistance - t. 2 : Sophie Scholl, Régis Hautière (scénario), Francis Laboutique (scénario), Marc Weber (dessin), Casterman, 62 p.  (ISBN 978-2203053403)

- 2015
  - Femmes en résistance - t. 3 : Berthie Albrecht, Régis Hautière (scénario), Francis Laboutique (scénario), Ullcer (dessin), Casterman, 62 p.  (ISBN 978-2203053410)
  - Un homme de joie - t. 1 : La ville monstre, Régis Hautière (scénario), David François (dessin, couleurs), Casterman, 56 p.  (ISBN 978-2203074170)
  - Alvin - t. 1 : L'héritage d'Abélard, Régis Hautière (scénario), Renaud Dillies (dessins), Christophe Bouchard (couleurs), Dargaud, 56 p.  (ISBN 978-2-505-06404-6)
  - Aquablue - t. 15 : Standard-Island, Régis Hautière (scénario), Reno (dessin, couleur), Delcourt, 48 p.  (ISBN 978-2-7560-6295-2)
  - La Guerre des Lulus - t. 3 : 1916 : Le tas de briques, Régis Hautière (scénario), Hardoc (dessin, couleur), Damien Cuvilier (story-board), David François (couleur), Casterman, 64 p.  (ISBN 978-2-2030-8772-9)

- 2016
  - Alvin - t. 2 : Le Bal des monstres, Régis Hautière (scénario), Renaud Dillies (dessins), Christophe Bouchard (couleurs), Dargaud, 56 p.  (ISBN 978-2-505064169)
  - La Guerre des Lulus - t. 4 : 1917 : La déchirure, Régis Hautière (scénario), Hardoc (dessin, couleur), Damien Cuvilier (story-board), David François (couleur), Casterman, 64 p.  (ISBN 978-2-203-10283-5)
  - Un homme de joie - t. 2 : La ville monstre, Régis Hautière (scénario), David François (dessin, couleurs), Casterman, 56 p.  (ISBN 978-2203100817)
  - Les Trois grognards - t. 1 : L'armée de la Lune, Régis Hautière (scénario), Fred Saldedo (dessin), Greg Salsedo (couleur), Casterman, 64 p.  (ISBN 978-2-203-09449-9)
  - Femmes en résistance - t.  43 : Mila Racine, Régis Hautière (scénario), Francis Laboutique (scénario), Olivier Frasier (dessin), Casterman, 62 p.  (ISBN 978-2203053410)
  - Une Aventure des Spectaculaires - t. 1 : Le Cabaret des Ombres, Régis Hautière (scénario), Arnaud Poitevin (dessin), Christophe Bouchard (couleur), Rue de Sèvres, 64 p.  (ISBN 978-2-3698-1183-1)

- 2017
  - Les Trois grognards - t. 2 : Suite autrichienne, Régis Hautière (scénario), Fred Saldedo (dessin), Greg Salsedo (couleur), Casterman, 64 p.
  - Aquablue - t. 16 : Rakahanga, Régis Hautière (scénario), Reno (dessin, couleur), Delcourt, 48 p.  (ISBN 978-2-7560-6296-9)
  - Une Aventure des Spectaculaires - t.  2 : La Divine amante, Régis Hautière (scénario), Arnaud Poitevin (dessin), Christophe Bouchard (couleur), Rue de Sèvres, 64 p.  (ISBN 978-2-3698-1183-1)
  - La Guerre des Lulus - t. 5 : 1918 : Le Der des ders, Régis Hautière (scénario), Hardoc (dessin, couleur), David François (couleur), Casterman, 64 p.  (ISBN 978-2-203-12630-5)

- 2018
  - L'Orphelin de Perdide - t. 1 : Claudi, Régis Hautière (scénario), Adriàn (dessin, couleur), Comix Buro, 56 p.  (ISBN 978-2-344-03080-6)
  - Une Aventure des Spectaculaires - t.  3 : Les Spectaculaires prennent l'eau, Régis Hautière (scénario), Arnaud Poitevin (dessin), Christophe Bouchard (couleur), Rue de Sèvres, 64 p.  (ISBN 978-2-36981900-4)
  - Héros du peuple - Tome 01: L'Assassin sans visage, Régis Hautière (scénario), Patrick Boutin Gagné (dessin), Olivier Vatine/Isabelle Rabarot (couleur)
  - La Guerre des Lulus - Hors série t. 1 : La perspective Luigi I. 1916, Régis Hautière (scénario), Hardoc (dessin, couleur), Damien Cuvilier (story-board), David François (couleur), Casterman, 56 p.  (ISBN 978-2-203-13684-7)
  - La nuit du Tirailleur, histoire inédite de La Guerre des Lulus, parue dans le numéro 5 de la revue Pierre, Papier, Chicon (juin 2018).

- 2019
  - L'Orphelin de Perdide - t. 2 : Silba, Régis Hautière (scénario), Adriàn (dessin, couleur), Comix Buro, 56 p.  (ISBN 978-2-344-03349-4)
  - Rendez-vous avec X : La Chinoise, de Régis Hautière (scénario) et Grégory Charlet (dessin, couleur), Comix Buro, 56 p.  (ISBN 978-2-344-03261-9)
  - Conan le Cimmérien, tome 7 : Les clous rouges[10] (scénario), dessin et couleurs de Didier Cassegrain, storyboard Olivier Vatine, Glénat, septembre 2019  (ISBN 978-2-344-00762-4)
  - La Guerre des Lulus - Hors série t. 2 : La perspective Luigi II. 1918, Régis Hautière (scénario), Hardoc (dessin, couleur), Damien Cuvilier (story-board), David François (couleur), Casterman, 64 p.  (ISBN 978-2-203-13693-9)
  - La Guerre des Lulus - t. 6 : Lucien[11], Régis Hautière (scénario), Hardoc (dessin, couleur), Damien Cuvilier (story-board), David François (couleur), Casterman, 64 p.  (ISBN 978-2-2031-5926-6)

- 2021
  - La Guerre des Lulus - t. 7 : Luigi, Régis Hautière (scénario), Hardoc (dessin, couleur), Damien Cuvilier (story-board), David François (couleur), Casterman, 64 p.  (ISBN 978-2-2031-5927-3)
  - Abélard, les errances de trois voyageurs solitaires, Régis Hautière (scénario), Renaud Dillies (dessin), Dargaud, 240 p.  (ISBN 2-505-11160-X)
  -  Le clan de la rivière sauvage, tome 1 : L’œil du serpent [3], Régis Hautière (scénario), Renaud Dillies (dessin), Christophe Bouchard (couleurs), éditions de la Gouttière, 2021  (ISBN 9782357960367)
  - Aquablue - t. 17 : La nuit de la miséricorde, Régis Hautière (scénario), Reno (dessin, couleur), Delcourt, 64 p.  (ISBN 978-2-7560-6297-6)
- 2022       
  - Révolutionnaires,tome 1 : Les princes misère, avec Fourquemin, éditions  Le lombard, 2022, 64p.  (ISBN 9782808204866)

- Série Une aventure des Spectaculaires, Régis Hautière (scénario), Arnaud Poitevin (dessin), Christophe Bouchard (couleur), Rue de Sèvres

1. Le Cabaret des ombres, 2016  (ISBN 978-2-36981-353-8)
2. La Divine amante, 2017, 64 p.  (ISBN 978-2-3698-1183-1)
3. Les Spectaculaires prennent l'eau, 2018, 64 p.  (ISBN 978-2-36981900-4)
4. Les Spectaculaires dépassent les bornes, 2020
5. Les Spectaculaires contre les brigades du pitre, 2021
6. Les Spectaculaires font leur cirque chez Jules Verne, 2023

- Série Les Pestaculaires : la jeunesse des Spectaculaires,  scénario de Régis Hautière, dessins Arnaud Poitevin, et colorisé par Christophe Bouchard, Rue de Sèvres

1. Âge tendre, 2024

## Distinctions
- 2005 : prix "Décoincer la bulle" au festival international de bande dessinée d'Angoulême pour Le Dernier envol, avec Romain Hugault.
- 2007 : le prix du meilleur album au festival de bande dessinée de Moulins pour L'étrange affaire des corps sans vie, avec David François.
- 2011 : prix de la meilleure bande dessinée policière au festival Interpol'Art de Reims, pour De Briques et de sang, avec David François.
- 2012 : prix "Coup de coeur" au festival de bande dessinée de Chambéry pour Abélard, avec Renaud Dillies.
- 2013 : prix de la meilleure bande dessinée au salon du livre de Saint-Etienne pour La Guerre des lulus, avec Hardoc.
- 2022 :  Finaliste Prix des libraires du Québec catégorie Hors Québec - BD Jeunesse[12] pour Le Clan de la rivière sauvage, tome 1 : L’œil du serpent, avec Renaud Dillies